# Gospodarka elektroniczna
Gospodarka elektroniczna (również e-gospodarka) – model gospodarki w przestrzeni wirtualnej.
Stanowi wykorzystywanie technologii informatycznych w procesach gospodarki rynkowej: produkcja, sprzedaż i dystrybucja produktów poprzez sieci teleinformatyczne.
Obejmuje między innymi, przekazywanie sformatowanych lub niesformatowanych informacji biznesowych, administracyjnych i innych, za pomocą środków elektronicznych (takich jak poczta elektroniczna, internet, elektroniczne tablice informacyjne, elektroniczne operacje finansowe, elektroniczny transfer funduszy i elektroniczna wymiana danych) pomiędzy dostawcami, odbiorcami, jednostkami rządowymi i innymi partnerami w celu przeprowadzenia i realizacji transakcji w biznesie, działalności administracyjnej i usługowej.
Początki handlu elektronicznego sięgają lat 60., gdy duże międzynarodowe firmy rozpoczęły tworzenie firmowych sieci informatycznych służących wymianie informacji z partnerami handlowymi czy siedzibami koncernów w poszczególnych krajach. Jednak jego rozwój na masową skalę był dopiero możliwy dzięki popularyzacji Internetu w latach 90.
W dobie społeczeństwa informacyjnego, w której informacja jest traktowana jako szczególne dobro niematerialne, cenniejsze niejednokrotnie od dóbr materialnych, e-gospodarka udostępnia niezastąpione narzędzia analityczne wspomagające procesy decyzyjne w przedsiębiorstwie.